# Río Tigre (Pérou)
Pour les articles homonymes, voir Tigre (homonymie).
Le Río Tigre est une rivière du Pérou qui fait partie du bassin amazonien et un important affluent du Río Marañón, branche-mère de l'Amazone. Son bassin de 54 200 km2 s'étend pour partie en Équateur, et s'intercale entre les bassins du río Pastaza et du río Napo qui naissent aussi dans la partie est de ce pays.

## Géographie
Il naît de la confluence des rivières équatoriennes Cunambo et Pintoyacu juste sur la frontière péruvienne. Il se jette dans le Río Marañón à l'ouest du Nanay. Son embouchure se trouve à 70 km environ à l'ouest de la confluence du Marañón avec le Río Ucayali. À l'instar du Nanay, c'est un cours d'eau exclusivement de plaine. Il parcourt une multitude de méandres. C'est pourquoi sa longueur atteint 730 km, et même 940 km en comptant le rio Cunambo.
Il est très abondant comme tous les cours d'eau qui drainent le nord de l'Amazonie péruvienne. Son principal affluent, le río Corrientes est presque aussi abondant que lui, il naît également en Équateur et ses caractéristiques sont semblables.
Le río Tigre est navigable sur 200 km en amont de son embouchure. Du pétrole a été découvert et mis en exploitation sur le bassin du río Tigre et celui du río Pastaza voisin. Cette activité favorise le développement de la région, mais constitue aussi une nuisance majeure pour l'environnement et le mode de vie des populations locales.
- Voir río Pastaza

## Principaux affluents
(longueur, bassin versant, débit moyen)
- río Cunambo (210 km, 3 600 km2, 170 m3/s, branche mère sud)
- río Corrientes (530 km, 18 600 km2, 1 160 m3/s)
- río Pintoyacu (205 km, 3 500 km2, 180 m3/s, branche mère nord)
- río Tangarana (280 km, 5 540 km2, 350 m3/s)